# Ourapteryx deflexaria
Ourapteryx deflexaria är en fjärilsart som beskrevs av Schultz 1910. Ourapteryx deflexaria ingår i släktet Ourapteryx och familjen mätare. Inga underarter finns listade i Catalogue of Life.